# Lepthyphantes badhkyzensis
Lepthyphantes badhkyzensis är en spindelart som beskrevs av Andrei V. Tanasevitch 1986. Lepthyphantes badhkyzensis ingår i släktet Lepthyphantes och familjen täckvävarspindlar.
Artens utbredningsområde är Turkmenistan. Inga underarter finns listade i Catalogue of Life.